# Portugal International 1993
Die Portugal International 1993 fanden vom 4. bis zum 7. März 1993 in Lissabon statt. Es war die 28. Auflage dieser internationalen Titelkämpfe von Portugal im Badminton.

## Sieger und Platzierte
| Disziplin    | Gold                                   | Silber                        | Bronze                                 |
| ------------ | -------------------------------------- | ----------------------------- | -------------------------------------- |
| Herreneinzel | Andrei Antropow                        | Chan Kin Ngai                 | Ricardo Fernandes                      |
| Herreneinzel | Andrei Antropow                        | Chan Kin Ngai                 | Wong Wai Lap                           |
| Dameneinzel  | Marina Andrijewskaja                   | Wong Chun Fan                 | Chan Oi Ni                             |
| Dameneinzel  | Marina Andrijewskaja                   | Wong Chun Fan                 | Sandra Dimbour                         |
| Herrendoppel | Chan Kin Ngai Wong Wai Lap             | Andrei Antropow Nikolai Sujew | Ricardo Fernandes Fernando Silva       |
| Herrendoppel | Chan Kin Ngai Wong Wai Lap             | Andrei Antropow Nikolai Sujew | Jean-Frédéric Massias Stéphane Renault |
| Damendoppel  | Marina Andrijewskaja Marina Jakuschewa | Chung Hoi Yuk Wong Chun Fan   | Sandra Dimbour Sandrine Lefèvre        |
| Damendoppel  | Marina Andrijewskaja Marina Jakuschewa | Chung Hoi Yuk Wong Chun Fan   | Csilla Fórián Kinga Karácsony          |
| Mixed        | Nikolai Sujew Marina Jakuschewa        | Chan Siu Kwong Chung Hoi Yuk  | Chan Oi Ni Ng Pak Kum                  |
| Mixed        | Nikolai Sujew Marina Jakuschewa        | Chan Siu Kwong Chung Hoi Yuk  | Manuel Dubrulle Virginie Delvingt      |

## Finalergebnisse
| Disziplin    | Sieger                               | Finalist                      | Ergebnis           |
| ------------ | ------------------------------------ | ----------------------------- | ------------------ |
| Herreneinzel | Andrei Antropow                      | Chan Kin Ngai                 | 15-8, 15-3         |
| Dameneinzel  | Marina Andrievskaia                  | Wong Chun Fan                 | 11-7, 11-2         |
| Herrendoppel | Chan Kin Ngai Wong Wai Lap           | Nikolai Sujew Andrei Antropow | 10-15, 15-7, 15-11 |
| Damendoppel  | Marina Andrievskaia Marina Yakusheva | Chung Hoi Yuk Wong Chun Fan   | 6-15, 15-6, 15-7   |
| Mixed        | Nikolai Sujew Marina Yakusheva       | Chan Siu Kwong Chung Hoi Yuk  | 17-15, 15-11       |